# Schistochilaceae
Schistochilaceae är en familj av bladmossor. Schistochilaceae ingår i ordningen Jungermanniales, klassen Jungermanniopsida, divisionen bladmossor och riket växter. Enligt Catalogue of Life omfattar familjen Schistochilaceae 13 arter.
Kladogram enligt Catalogue of Life:
| Schistochilaceae | \| \| Gottschea \| \| \| \| \| \| Pachyschistochila \| \| \| \| \| \| Pleurocladopsis \| \| \| \| \| \| Schistochila \| \| \| \| |
|                  | \| \| Gottschea \| \| \| \| \| \| Pachyschistochila \| \| \| \| \| \| Pleurocladopsis \| \| \| \| \| \| Schistochila \| \| \| \| |
|                  | Gottschea |
|                  | |
|                  | Pachyschistochila |
|                  | |
|                  | Pleurocladopsis |
|                  | |
|                  | Schistochila |
|                  | |